# Schonchin Butte
Schonchin Butte est un cône volcanique des États-Unis situé dans le comté de Siskiyou, en Californie. Il culmine à 1 616 mètres au sein du Lava Beds National Monument. Il est couronné par le Schonchin Butte Fire Lookout, une tour de guet inscrite au Registre national des lieux historiques depuis le 5 septembre 2017.